# Metalocalypse
A Metalocalypse  2006-ban bemutatott amerikai felnőtteknek szóló rajzfilmsorozat. A műsor alkotói Brendon Small és Tommy Blacha, a történet pedig egy death metal banda különböző kalandjait mutatja be. Small és Blacha mellett a szinkronhangok közt szerepel még Mark Hamill, Victor Brandt és Malcolm McDowell.
A sorozatot az Amerikai Egyesült Államokban az Adult Swim adta 2006. augusztus 6. és 2012. július 15. közt, majd 2013. október 27-én egy különkiadást is kiadtak "Metalocalypse: The Doomstar Requiem" címen. Magyarországon egyelőre nem került bemutatásra.

## Cselekmény
A történet főszereplője a Dethklok nevű death metal együttes, akik élvezik az őket övező hallatlan népszerűséget. A Nathan Explosion, Skwisgaar Skwigelf, Pickles, William Murderface és Toki Wartooth alkotta csapat minden epizódban valamilyen furcsa kalandba keveredik. Az epizódok során olyan dolgok is előjönnek, mint az erőszak, a szex vagy a hírnév hátrányai.

## Szereplők

### Főszereplők
| A főbb szereplők szinkrnhangjai                                                          | A főbb szereplők szinkrnhangjai                    | A főbb szereplők szinkrnhangjai                                             | A főbb szereplők szinkrnhangjai                | A főbb szereplők szinkrnhangjai | A főbb szereplők szinkrnhangjai |
| ---------------------------------------------------------------------------------------- | -------------------------------------------------- | --------------------------------------------------------------------------- | ---------------------------------------------- | ------------------------------- | ------------------------------- |
|                                                                                          |                                                    |                                                                             | -                                              |                                 |                                 |
| Brendon Small                                                                            | Tommy Blacha                                       | Mark Hamill                                                                 | Victor Brandt                                  | Malcolm McDowell                |                                 |
| Nathan Explosion, Skwisgaar Skwigelf, Pickles the Drummer, Charles Foster Offdensen stb. | Toki Wartooth, William Murderface, Dr. Rockso stb. | Stampingston, Mr. Salacia, Jean-Pierre, Roy Cornickelson, Hírfelolvasó stb. | Crozier, Cardinal Ravenwood, Hírfelolvasó stb. | Vater Orlaag, News Anchor stb.  |                                 |

### Vendégszereplők

#### Zenészek
| - Michael Amott - Asesino - Jack Black - Richard Christy - Brann Dailor - Warrel Dane - Exodus - George „Corpsegrinder” Fisher - Ace Frehley - Marty Friedman - Billy Gibbons - Angela Gossow - Dave Grohl - Kirk Hammett - James Hetfield - Brent Hinds - Gene Hoglan - Scott Ian - Ihsahn - Arve Isdal - Mike Keneally - King Diamond - Grutle Kjellson - Herbrand Larsen - Jeff Loomis - Marco Minnemann - Mike Patton - Matt Pike - Cam Pipes - Samoth - Troy Sanders - Joe Satriani - Ben Shepherd - Silenoz - Slash - Steve Smyth - Kim Thayil - Trym Torson - Devin Townsend - Steve Vai - ICS Vortex - Dweezil Zappa - Cristina Scabbia |

#### Egyéb vendégszereplők
| - Samantha Eggar - Chris Elliott - Janeane Garofalo - Jon Hamm - Pat Healy - Werner Herzog - Frankie Ingrassia - Marc Maron - Christopher McCulloch - Byron Minns - Laraine Newman - Patton Oswalt - Drew Pinsky - Brian Posehn - Andy Richter - Laura Silverman - Amber Tamblyn - James Urbaniak - Emilie Autumn - Raya Yarbrough |

## Epizódok
| Évad | Évad                 | Epizódok             | Eredeti sugárzás     | Eredeti sugárzás    | Eredeti adó | Magyar sugárzás  | Magyar sugárzás  | Magyar adó |
| Évad | Évad                 | Epizódok             | Évadpremier          | Évadfinálé          | Eredeti adó | Évadpremier      | Évadfinálé       | Magyar adó |
| ---- | -------------------- | -------------------- | -------------------- | ------------------- | ----------- | ---------------- | ---------------- | ---------- |
|      | 1.                   | 20                   | 2006. augusztus 6.   | 2006. december 17.  | Adult Swim  | 2022. június 3.  | 2022. június 3.  | HBO Max    |
|      | 2.                   | 19                   | 2007. szeptember 23. | 2008. szeptember 7. | Adult Swim  | 2022. június 10. | 2022. június 10. | HBO Max    |
|      | 3.                   | 10                   | 2009. november 8.    | 2010. október 24.   | Adult Swim  | 2022. június 10. | 2022. június 10. | HBO Max    |
|      | 4.                   | 12                   | 2012. április 29.    | 2012. július 15.    | Adult Swim  | 2022. június 10. | 2022. június 10. | HBO Max    |
|      | The Doomstar Requiem | The Doomstar Requiem | 2013. október 27.    | 2013. október 27.   | Adult Swim  | n. a.            | n. a.            | HBO Max    |